# Ji-Paraná (microregio)
Ji-Paraná is een van de 8 microregio's van de Braziliaanse deelstaat Rondônia. Zij ligt in de mesoregio Leste Rondoniense en grenst aan de microregio's Alvorada d'Oeste, Ariquemes, Guajará-Mirim, Cacoal, Porto Velho en Aripuanã (MT). De microregio heeft een oppervlakte van ca. 25.090 km². In 2006 werd het inwoneraantal geschat op 326.630.
Elf gemeenten behoren tot deze microregio:
- Governador Jorge Teixeira
- Jaru
- Ji-Paraná
- Mirante da Serra
- Nova União
- Ouro Preto do Oeste
- Presidente Médici
- Teixeirópolis
- Theobroma
- Urupá
- Vale do Paraíso

Mesoregio's: Leste Rondoniense · Madeira-Guaporé

Microregio's: Alvorada d'Oeste · Ariquemes · Cacoal · Colorado do Oeste · Guajará-Mirim · Ji-Paraná · Porto Velho · Vilhena